# 前田淑
前田 淑（まえだ よし、1921年 - 2020年）は、日本の国文学者。専門は日本近世文学。近世の女性旅日記などの近世女性文学を研究した。福岡女学院短期大学名誉教授。
福岡市生まれ。福岡県女子専門学校文科研究科卒業、法政大学文学部日本文学科卒業。福岡女学院短期大学助教授、教授を務める。1999年「江戸時代女流文芸史 地方を中心に」で九州大学文学博士。

## 編著書
- 『江戸時代女流文芸史 地方を中心に 旅日記編』笠間書院 1998
- 『江戸時代女流文芸史 地方を中心に 俳諧・和歌・漢詩編』笠間書院 1999
- 『近世女人の旅日記集』編 葦書房 2001
- 『近世福岡地方女流文芸集』編 葦書房 2001
- 『百合若説話の世界』弦書房 2003
- 『近世地方女流文芸拾遺』編 弦書房 2005
- 『大宰府万葉の世界』弦書房 2007
- 『伊藤常足と福岡の人々 筑前の国学者』弦書房 2009
- 『故郷はいらない 百年戦争祟りからの蘇り』日本文学館 2009

## 論文
- ＜前田淑